# Krippenstein
Krippenstein est une station de ski de taille moyenne, située près de Obertraun dans le sud du Land de Haute-Autriche en Autriche.